# خوسيه بوليفار
خوسيه بوليفار (بالإسبانية: José Bolívar)‏ هو لاعب كرة قدم بيروفي، ولد في 17 يناير 2000 في بيسكو، بيرو في بيرو. لعب مع Club Deportivo Universidad de San Martín de Porres ‏.

## وصلات خارجية
- خوسيه بوليفار على موقع قاعدة بيانات كرة القدم.إي يو (الإنجليزية)
- خوسيه بوليفار على موقع Soccerway.com (الإنجليزية)